# Aqueduct (Band)
Aqueduct ist eine US-amerikanische Indie-Rock-Band aus Seattle.

## Geschichte
Ursprünglich war die Band ein One-Man-Act, erfunden und produziert von David Terry, in dessen Schlafzimmer. Mit der Zeit wurden einige Unterstützer Bandmitglieder. Sie spielten bereits mit mehreren in Seattle beheimateten Bands wie United State of Electronica, Modest Mouse und Death Cab for Cutie.
Einige Lieder erlangten Bekanntheit durch Serien wie O.C., California.

## Diskografie
Alben
- 2003: Power Ballads (Album)
- 2004: Pistols at Dawn (EP)
- 2005: I Sold Gold (Album)
- 2007: Or Give Me Death (Album)
- 2015: Wild Knights (Album)